# Sparck
Sparck Hypotheken was een onafhankelijke Nederlandse aanbieder van bijzondere hypotheken met als een van de financiers de Amerikaanse Citibank. 
Op 4 juni 2008 maakte Sparck bekend geen nieuwe hypotheken meer te kunnen verstrekken. Dit als rechtstreeks gevolg van de kredietcrisis.